# آنتونی موریس
آنتونی موریس (انگلیسی: Anthony Moris؛ زادهٔ ۲۹ آوریل ۱۹۹۰) بازیکن فوتبال اهل لوکزامبورگ است.
از باشگاه‌هایی که در آن بازی کرده‌است می‌توان به باشگاه فوتبال استاندارد لیژ، باشگاه فوتبال یونیون سنت ژیل، باشگاه فوتبال سنت ترویدنس، و باشگاه فوتبال مشلان اشاره کرد.
وی همچنین در تیم‌های ملی فوتبال زیر ۱۸ سال بلژیک، زیر ۱۸ سال بلژیک، زیر ۲۱ سال بلژیک، و بزرگسالان لوکزامبورگ بازی کرده‌است.